# ダート (テレビドラマ)
『ダート』（Dirt）は、FXで2006年から2007年にかけて2シーズン、20エピソードが放送されたテレビドラマシリーズである。コートニー・コックス主演。日本ではDirtのタイトルでAXNで2008年に全エピソード放送された。

## 概要
「ダート」と「ナウ」という2冊のゴシップ誌の編集長ルーシー・スピラーを描いたテレビドラマ。

## 登場人物
（）内は日本語吹き替え。
ルーシー・スピラー
コートニー・コックス（深見梨加）
「ダート」と「ナウ」という2冊のゴシップ誌の編集長を務めている。冷徹な人物でもある。
ドン・コンキー
イアン・ハート（堀内賢雄）
ルーシーの知り合いのパパラッチ。統合失調症を患っている。
ウィラ・マクファーソン
アレクサンドラ・ブレッケンリッジ（甲斐田裕子）
ホルト・マクラレン
ジョシュ・スチュワート（加瀬康之）
ジュリア・マロリー
ローラ・アレン（小松由佳）
スター女優だったが、麻薬で人気を失う。
第1シーズンで自作自演を騒動を起こすが、ルーシーにそれがばれて全てを失い、第2シーズンでルーシーを襲う。
レオ・スピラー
ウィル・マコーマック（川島得愛）
ブレント・バロウ
ジェフリー・ノードリング（木下浩之）
アダム・プロトー
ジュリアン・アコスタ（江原正士）

## エピソード

### シーズン1
1. ルーシー・スピラー Pilot
2. タブーなき執念 Blogan
3. ダート・ナウ 創刊 Ovophagy
4. 忘れられぬ日 What to Expect When You're Expecting
5. 暴かれたアクション・スター You Don't Know Jack
6. 純潔の誓い The Secret Lives of Altar Girls
7. 罪の意識 Come Together
8. 愛と許し The Thing Under the Bed
9. 子役スターの悲劇 This Is Not Your Father's Hostage Situation
10. セックス特集号 The Sexxx Issue
11. ドンの信条 Pap Smeared
12. ビデオ流出 Caught On Tape
13. 報い Ita Missa Est

### シーズン2
1. ノーマルな世界 Welcome to Normal
2. セレブ的処世術 Dirty Slutty Whores
3. 歪んだ関係 God Bless the Child
4. ギブ アンド テイク Ties that (Don't) Bind
5. 愛の真偽 What Is This Thing Called?
6. 授賞式の夜 And the Winner Is
7. 別れと始まり In Lieu of Flowers